# Megacorax gracielanus
Megacorax gracielanus är en dunörtsväxtart som beskrevs av S.González och Warren Lambert Wagner. Megacorax gracielanus ingår i släktet Megacorax och familjen dunörtsväxter. Inga underarter finns listade i Catalogue of Life.